# Haijin
Haijin (chinês: 海禁, pinyin: Hǎijìn, lit. ‘banimento marítimo’) foi o evento histórico da ordem de banir atividades marítimas, imposta durante o período da China Ming, e repetida no período da dinastia Qing. Como intenção de frear a pirataria, a ordem se provou inefetiva para o propósito. Em vez disso, ela impôs grandes dificuldades a comunidades de zonas costeiras da nação e legitimou o comércio marítimo.